# Apolo 16
El Apolo 16 fue la décima misión tripulada en el Programa espacial Apolo de Estados Unidos, la quinta y penúltima en alunizar y la primera en llegar a las zonas montañosas de la Luna, en la región de las Tierras Altas de Descartes. Siendo esta la segunda "misión J," fue tripulada por el comandante John Young, el piloto del Módulo Lunar Charles Duke y el piloto del Módulo de Mando, Ken Mattingly. Se lanzó desde el Centro Espacial Kennedy en Florida, USA a las 12:54 EST el 16 de abril de 1972. La misión duró 11 días, 1 h y 51 min, concluyendo a las 14:45 EST el 27 de abril del mismo año.
John Young y Charles Duke estuvieron 71 horas - poco menos de tres días - en la superficie lunar. Durante ese tiempo realizaron tres actividades extra-vehiculares (EVA) o caminatas lunares, con una duración total de 20 horas y 14 minutos. Condujeron el Vehículo de Exploración Lunar (Lunar Roving Vehicle, LRV), el segundo producido y usado en la luna, recorriendo con él 26.7 km. En la superficie Young y Duke recolectaron 95.8 kg de muestras lunares para traer a la Tierra, mientras que el piloto Ken Mattingly orbitaba en el Módulo de Mando y Servicio (CSM), realizando observaciones. Mattingly permaneció 126 horas en las 64 revoluciones en órbita lunar. Después de que Young y Duke se reunieron con Mattingly en la órbita Lunar, la tripulación liberó un subsatélite del Módulo de Servicio (SM). Durante el viaje de regreso a la Tierra, Matingly realizó una caminata espacial para recuperar varios casetes de película fotográfica del exterior del SM.
El punto de alunizaje del Apolo 16 en las tierras altas fue elegido para permitir que los astronautas reunieran material Lunar geológicamente más antiguo que las muestras obtenidas en los primeros cuatro alunizajes, los cuales habían estado cerca o dentro del Mar Lunar. Muestras de la Formación Descartes y la Formación Cayley descartaron la hipótesis de que dichas formaciones eran de origen volcánico.

## Tripulación

### Tripulación principal
| Puesto                     | Astronauta                          | Astronauta                          |
| -------------------------- | ----------------------------------- | ----------------------------------- |
| Comandante                 | John W. Young Cuarto vuelo          | John W. Young Cuarto vuelo          |
| Piloto del Módulo de Mando | Thomas K. Mattingly II Primer vuelo | Thomas K. Mattingly II Primer vuelo |
| Piloto del Módulo Lunar    | Charles M. Duke, Jr. Único vuelo    | Charles M. Duke, Jr. Único vuelo    |

Originalmente, Mattingly había sido asignado a la tripulación principal del Apolo 13 pero quedó expuesto al sarampión debido a Duke, que en ese momento estaba en la tripulación de reserva del Apolo 13. Duke se había contagiado a través de uno de sus hijos. 
Mattingly nunca enfermó (ni siquiera concluido el programa Apolo) pero para el Apolo 13 se le tuvo que reemplazar de la tripulación, como medida de seguridad, por Jack Swigert tres días antes del despegue. Young, un capitán de la Armada de los Estados Unidos, había volado en tres misiones espaciales anteriormente: Gemini 3, Gemini 10 y Apolo 10, el cual orbitó a la Luna. Duke, siendo uno de 19 astronautas seleccionado por la NASA en abril de 1966, jamás había volado en el espacio antes de Apolo 16. Había sido parte de la tripulación de apoyo de Apolo 10 y era un Comunicador de Cápsula (CAPCOM) para Apolo 11.

### Tripulación de respaldo
| Puesto                     | Astronauta                      | Astronauta                      |
| -------------------------- | ------------------------------- | ------------------------------- |
| Comandante                 | Fred W. Haise, Jr. Primer vuelo | Fred W. Haise, Jr. Primer vuelo |
| Piloto del Módulo de Mando | Stuart A. Roosa Primer vuelo    | Stuart A. Roosa Primer vuelo    |
| Piloto del Módulo Lunar    | Edgar D. Mitchell Primer vuelo  | Edgar D. Mitchell Primer vuelo  |

A pesar de no ser anunciado oficialmente, la tripulación de reserva consistía en Fred W. Haise (CDR), William R. Pogue (CMP) y Gerald P. Carr (LMP), quienes serían la tripulación oficial de Apolo 19. Sin embargo, tras la cancelación de Apolo 18 y 19 en septiembre de 1970 esta tripulación no iría en una misión Lunar. Un tiempo después Roosa y Mitchell fueron reasignados para servir como miembros de la tripulación de respaldo tras regresar de Apolo 14, mientras que Pogue y Carr fueron reasignados al programa Skylab, donde volaron en Skylab 4

### Tripulación de apoyo
- Anthony W. England[13]
- Karl G. Henize[14]
- Henry W. Hartsfield, Jr.[15]
- Robert F. Overmyer[14]
- Donald H. Peterson[16]

### Insignia de la misión

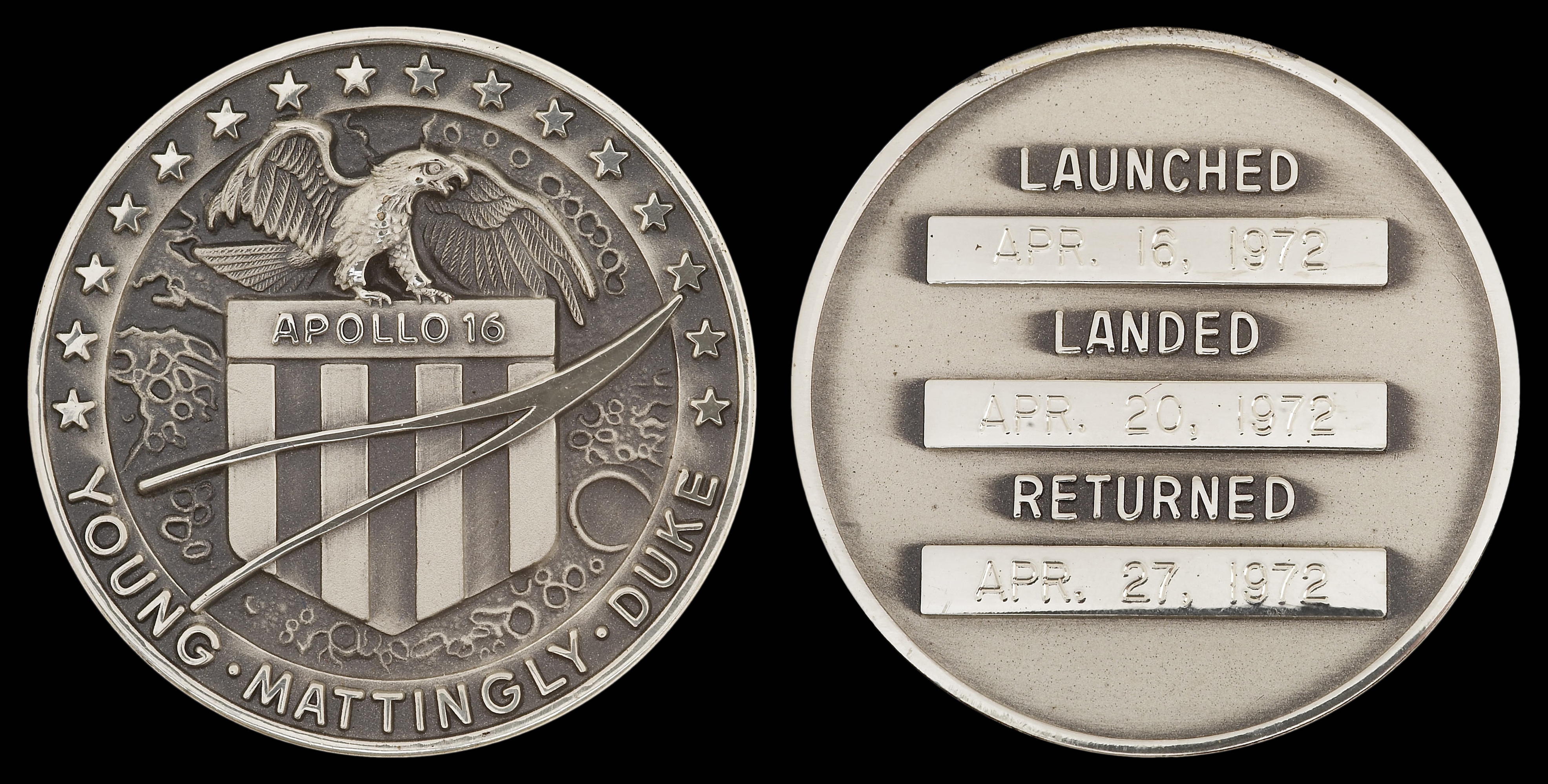
Medalla Robbins plateada volada de Apolo 16.

La insignia de Apolo 16 es dominada por un Águila Americana y un escudo rojo, blanco y azul, representando al pueblo de los Estados Unidos, sobre un fondo gris que representa la superficie Lunar. Sobre el escudo es un vector dorado de la NASA, orbitando la Luna. En su borde azul delimitado por dorado, hay 16 estrellas, representando el número de la misión, y los nombres de la tripulación: Young, Mattingly y Duke. La insignia fue diseñada a base de ideas originalmente propuestas por la tripulación de la misión.

## Planificación y entrenamiento

### Selección de la ubicación del alunizaje
Apolo 16 fue la segunda misión de tipo J, utilizando el vehículo de exploración Lunar (LRV), mayor capacidad científica, y una estancia en la superficie lunar de tres días. Ya que Apolo 16 fue la penúltima misión del programa Apolo y no había hardware o procedimientos nuevos que poner a prueba en la superficie lunar, las últimas dos misiones (incluyendo a Apolo 17) presentaron la oportunidad para aclarar algunas dudas sobre las propiedades de la Luna.

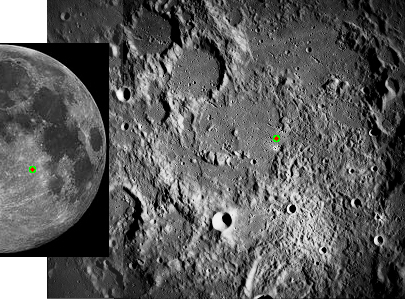
Ubicación del alunizaje de Apolo 16.

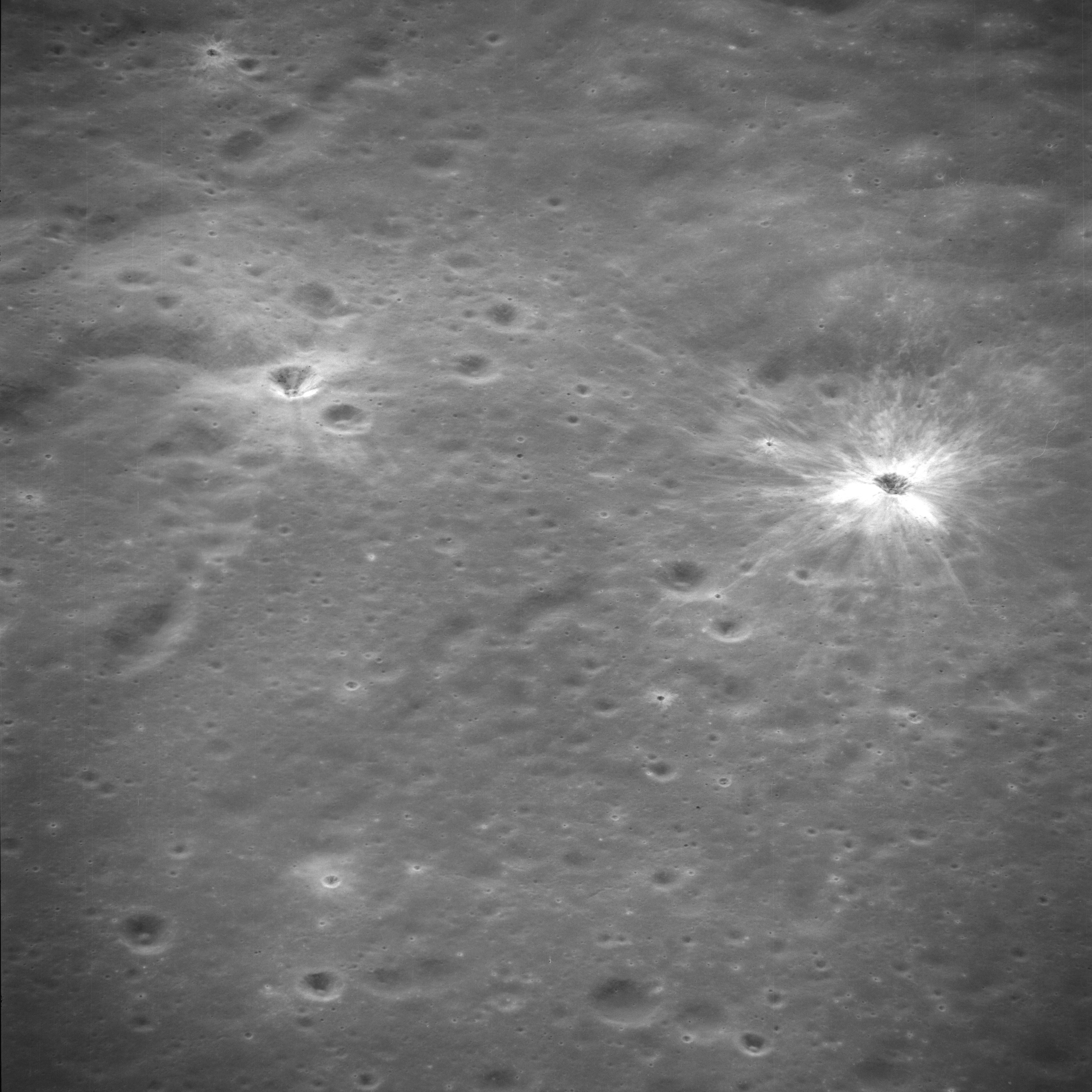
Acercamiento oblicuo del sitio de alunizaje propuesto para Apolo 16, fotografiado por Apolo 14 desde una órbita Lunar. El cráter North Ray está del lado izquierda y el cráter South Ray está del lado derecho con rayos brillantes

Se consideraron principalmente dos ubicaciones de alunizaje para la expedición de Apolo 16; la región de las Tierras Altas de Descartes al oeste del Mare Nectaris y el cráter Alphonsus. En Descartes, las formaciones Cayley y Descartes fueron las zonas de interés principales que, según imágenes telescópicas y orbitales, podrían haber sido formado por magma más viscosa que aquella que formó a Lunar Maria. Se determinaron tres objetivos principales para Alphonsus: la posibilidad de material pre-impacto Imbrium de la pared del cráter, la composición del interior del cráter y la posibilidad de actividad volcánica masiva en la base del cráter. A pesar de esto, los geólogos temían que este material pudiera haber sido contaminado por el impacto Imbrium, así impidiendo que Apolo 16 obtuviera material de antes del impacto. También existía la posibilidad de que las muestras de Apolo 14 y Apolo 15 resolvieran esas dudas, ya que aún no se terminaban de analizar sus muestras.
Se decidió que el punto de interés de Apolo 16 sería el sitio Descartes. Después de la decisión, el sitio Alphonsus fue considerado como un candidato probable para Apolo 17, pero en algún momento se descartó. Con la asistencia de fotografías orbitales tomadas por Apolo 14, se concluyó que el sitio Descartes era lo suficientemente seguro para un alunizaje tripulado. El sitio de alunizaje en particular estaba entre dos cráteres de impacto jóvenes, North Ray y South Ray. Estos proporcionaban unos agujeros para penetrar naturales que pasaban a través del regolito lunar del sitio, así exponiendo la base que podría ser muestreada por la tripulación.

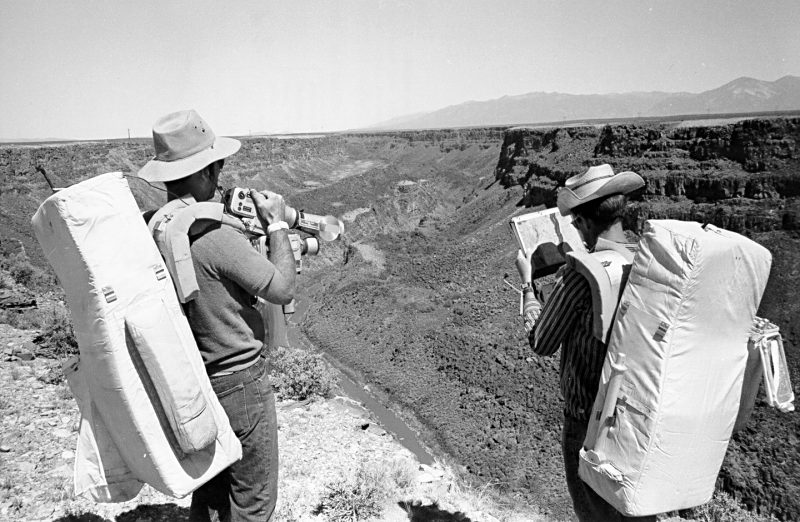
John Young y Charles Duke entrenan en el Barranco
Río Grande en Nuevo México

### Entrenamiento
Como preparación para su misión, los astronautas de Apolo 16 participaron en un programa de entrenamiento extensivo que incluyó varios viajes de campo de geología para presentar conceptos y técnicas geológicas que usarían en la superficie lunar. Durante estos viajes, los astronautas visitaron y proporcionaron descripciones de características geológicas que probablemente encontrarían. En julio de 1971, los astronautas de Apolo 16 visitaron Gran Sudbury, en Ontario (Canadá), para ejercicios de entrenamiento. La primera vez que astronautas de EUA lo hicieron. Los geólogos eligieron el área por un cráter de 96 km de diámetro creado aproximadamente hace 1.8 mil millones de años por un meteorito grande. La cuenca de Sadbury muestra evidencia de un impacto de meteorito. Durante los ejercicios de entrenamiento los astronautas no utilizaron trajes espaciales, pero cargaron equipo de radio para hablar entre ellos y con científicos, practicando procedimientos que usarían en la superficie lunar.
Además de su entrenamiento de campo en geología, los astronautas también entrenaron para usar sus trajes espaciales, adaptarse a la gravedad reducida de la Luna, recolectar muestras, maniobrar en el LRV, y aterrizar y recuperarse después de la misión. También recibieron entrenamiento de supervivencia en preparación para aspectos más técnicos de la misión.

## Puntos interesantes de la misión

### Despegue y viaje de ida

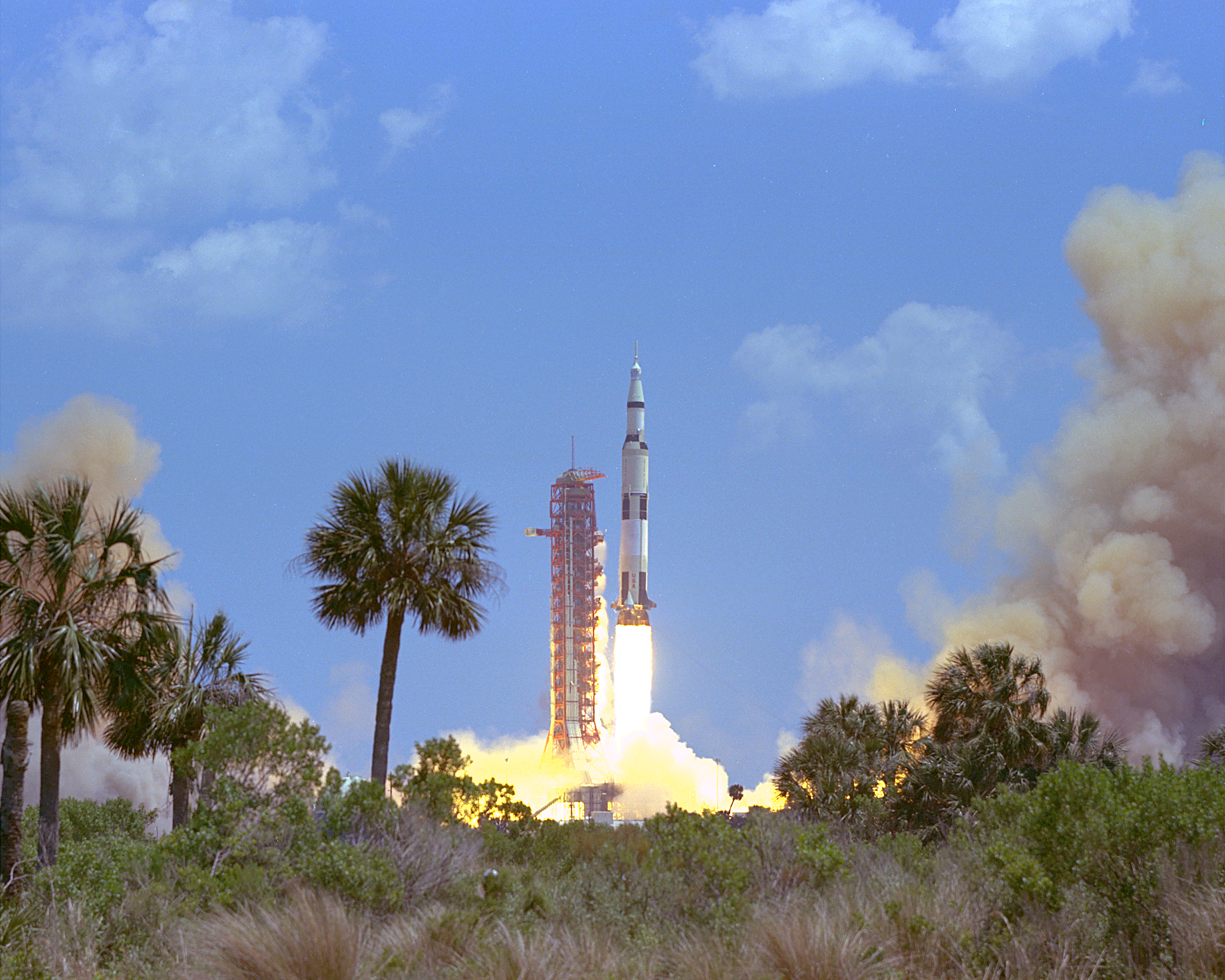
El Apolo 16 despega desde el Centro Espacial Kennedy el 16 de abril de 1972

El despegue de Apolo 16 se atrasó un mes, del 17 de marzo al 16 de abril. Este fue el primer retraso en despegue provocado por un problema técnico. Durante el retraso, los trajes espaciales, un mecanismo de separación de la nave espacial y baterías en el módulo lunar (LM), fueron modificados y probados. Había preocupaciones sobre el mecanismo explosivo diseñado para separar el anillo de anclaje del módulo de mando (CM), principalmente que este no crearía suficiente presión para cortar el anillo completamente. Esto, junto con una cantidad de problemas en el traje espacial de Young y fluctuaciones en la capacidad de las baterías del LM llevó a que se realizara una investigación para solucionar los problemas. En enero de 1972, tres meses antes del despegue planeado de abril, un tanque de combustible en el CM accidentalmente fue dañado durante una prueba normal. El cohete se regresó al Edificio de Ensamblaje Vertical (VAB) y se reemplazó el tanque. El conjunto regresó a la plataforma de lanzamiento en febrero, a tiempo para el despegue.
El conteo oficial de la misión comenzó el lunes 10 de abril de 1972 a las 8:30, seis días antes del lanzamiento. En este punto, las tres etapas del cohete Saturn V estaban encendidas, y agua potable se estaba cargando al vehículo. Durante el inicio del conteo, la tripulación de Apolo 16 estaba entrenando en anticipación del despegue el 16 de abril. Los astronautas realizaron su último examen físico pre-vuelo el 11 de abril. El 15 de abril, los propulsores de hidrógeno y oxígeno líquido eran introducidos en la nave mientras que los astronautas descansaban para prepararse para el despegue el día siguiente.
La misión del Apolo 16 despegó desde el Centro Espacial Kennedy (KSC) en Florida a las 12:54 EST el 16 de abril de 1972. El despegue fue nominal; la tripulación sintió vibraciones similares a aquellas de las tripulaciones anteriores. La primera y segunda etapa del Saturno V funcionaron normalmente; la nave entró a órbita terrestre en poco menos de 12 minutos después del despegue. Después de llegar a órbita, la tripulación tomó un tiempo para adaptarse al ambiente de microgravedad y para preparar a la nave para la Inyección Trans Lunar (TLI), el quemado del cohete de tercera etapa que los llevaría hacia la Luna. En órbita terrestre, la tripulación tuvo problemas técnicos menores, incluyendo un problema potencial con el sistema de control de ambiente y el sistema de control de ángulo de la tercera etapa del S-IVB, pero finalmente resolvieron o compensaron los problemas en preparación para salir hacia la Luna. Después de realizar dos órbitas, la tercera etapa del cohete se encendía por poco más de cinco minutos, impulsando a la nave hacia la Luna a aproximadamente 35,000 km/h. Seis minutos después del quemado del S-IVB, el Módulo de Mando y Servicio (CSM), conteniendo a la tripulación, se separaba del cohetes y viajaba 15 metros, giraba 180° y retiraba el LM del interior del cohete gastado. Esta maniobra, conocida como transposición y amarre, se realizó satisfactoriamente y el LM fue extraído del S-IVB. Después de la transposición, la tripulación notó que la superficie exterior del LM estaba liberando partículas de un punto donde parecía que la piel del LM se había dañado; en algún momento Duke estimó que estaban viendo de cinco o diez partículas por segundo. La tripulación ingresó al LM por el túnel de anclaje conectando al LM con el CM para poder inspeccionar sus sistemas, aunque no notaron ningún problema mayor. Una vez que se encontraban en camino a la Luna, la tripulación colocaba a la nave en la modalidad "parrilla" (control pasivo termal), en el cual la nave giraba sobre su eje mayor tres veces por hora para asegurar una distribución uniforme del calor recibido del Sol. Después de preparar aún más la nave para el viaje, la tripulación comenzaba el primer periodo de dormir poco antes de 15 horas después del lanzamiento.

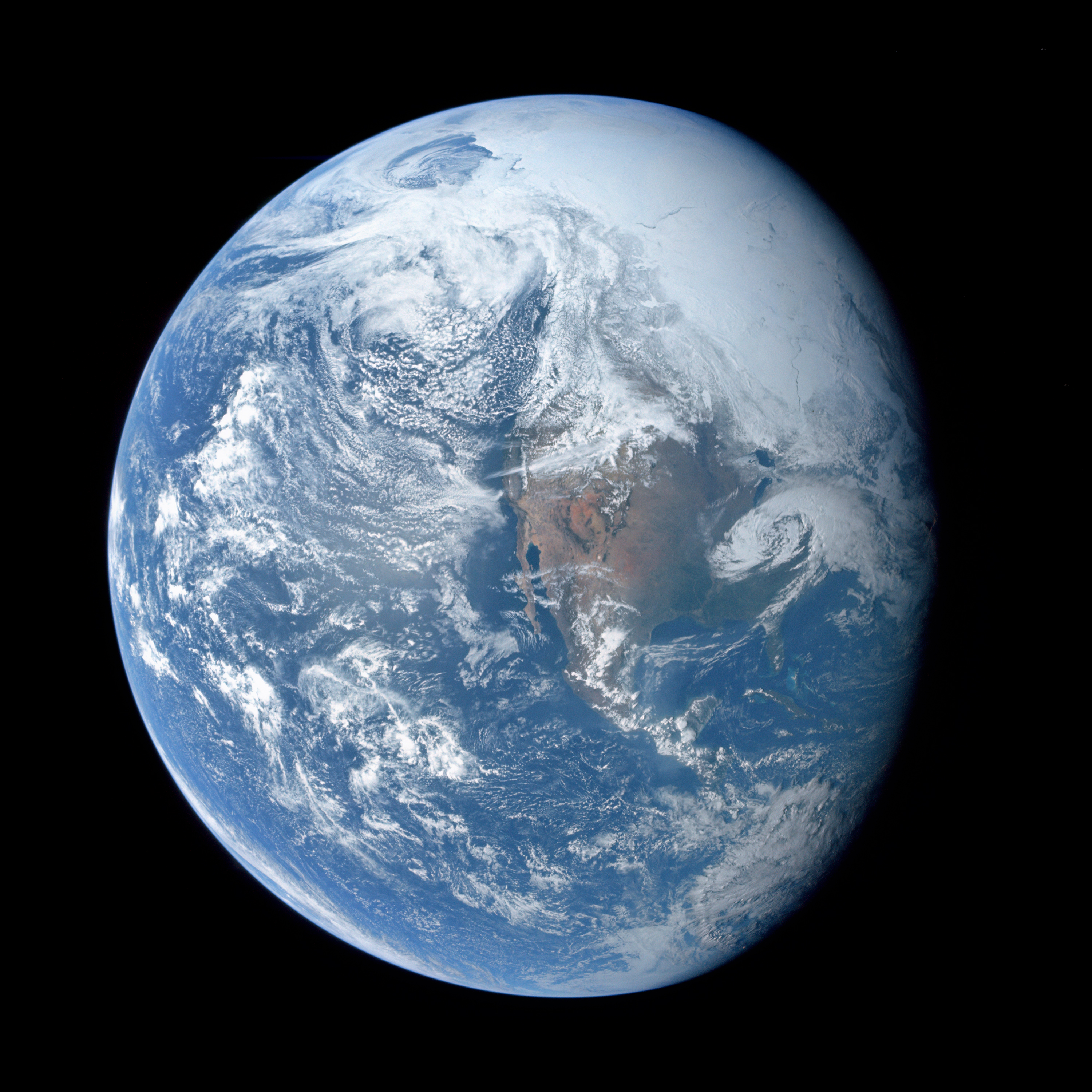
La Tierra desde el Apolo 16 durante el viaje trans-lunar

Para cuando el Control de Misión enviaba una llamada de despertado a la tripulación para el segundo día de vuelo, la nave estaba aproximadamente a 181,000 km de la Tierra, viajando a alrededor de 1,622 m/s. Ya que no llegaría a la Luna hasta el cuarto día, el segundo y tercer día eran principalmente para realizar preparaciones, consistiendo en el mantenimiento de la nave e investigación científica. En el segundo día, la tripulación realizó un experimento de electroforesis, el cual también se había realizado en Apolo 14, en el cual intentaban comprobar la pureza mayor de migraciones de partículas en un ambiente de microgravedad. El resto del segundo día incluía dos encendidos de corrección de medio camino realizado por el cohete del Sistema de Propulsión de Servicio del CSM para ajustar la trayectoria de la nave. Más tarde en el día, los astronautas entraron al LM por segundo vez en la misión para realizar una segunda inspección de los sistemas de alunizaje del vehículo. La tripulación reportó que habían observado más pintura levantándose desde una porción de la piel de aluminio externo del LM. A pesar de esto, la tripulación descubrió que los sistemas de la nave estaban funcionando correctamente. Después de la inspección del LM, la tripulación revisó la lista de verificación y los procedimientos para el siguiente día en anticipación a su llegada y al encendido de Inyección a Órbita Lunar. El Piloto del Módulo de Mando (CMP) Mattingly reportó una luz de advertencia de "atasque de giro", indicando que la nave no estaba reportando un ángulo. Mattingly relajó esto al re-alinear el sistema de guía usando el Sol y la Luna. Al final del segundo día, Apolo 16 estaba a alrededor de 260,000 km de la Tierra.
Al inicio del tercer día, la nave estaba a casi 290,000 km de la Tierra. La velocidad de la nave había disminuido constantemente, ya que no había llegado a la esfera de influencia gravitacional de la Luna. La parte temprana del tercer día era principalmente mantenimiento personal, mantenimiento de la nave e intercambios de reportes de estado con el Control de Misión en Houston. La tripulación realizó el experimento de ráfaga de luz de Apolo, o ALFMED, para investigar "ráfagas de luz" que los astronautas veían cuando la nave estaba oscura, sin importar si sus ojos estaban cerrados, en vuelos lunares de Apolo. Se creía que esto era causado por la penetración ocular de partículas de rayos cósmicos. Durante la segunda mitad del día, Young y Duke entraron por tercera vez al LM para encenderlo, revisar sus sistemas y realizar mantenimiento personal en preparación para el alunizaje. Los sistemas resultaron funcionar como esperado. Después de esto, la tripulación se puso sus trajes espaciales y practicaron los procedimientos del día de alunizaje. Justo antes del final del tercer día de vuelo, a 59 horas, 19 minutos y 45 segundos del despegue, mientras estaban a 331,000 km de la Tierra y 63,000 km de la Luna, la velocidad de la nave aumentó al comenzar a acelerar hacia la Luna después de haber entrado a la esfera de influencia gravitacional de la Luna.
Después de despertar en el cuatro día de vuelo, la tripulación comenzó las preparaciones para la maniobra que frenaría a la nave y la colocaría en órbita Lunar, conocida como la Inserción a Órbita Lunar. A una distancia de 21,000 km de la Luna, se expulsó la cubierta de la bahía del Módulo de Instrumentación Científica (SIM). Poco después de 74 horas de iniciada la misión, la nave pasó detrás de la Luna, perdiendo contacto directo con el control de Misión. Mientras que la tripulación se encontraba del lado lejano de la Luna, el cohete del Sistema de Propulsión del CSM quemó por 6 minutos y 15 segundos, frenando a la nave y colocándola en una órbita Lunar con una distancia Lunar mínima de 108 km y máxima de 315.6 km. Después de entrar a órbita Lunar, la tripulación comenzaba sus preparaciones para la maniobra de Inyección de Descenso de Órbita (DOI) que modificaría la trayectoria orbital de la nave aún más. Esta maniobra fue exitosa, disminuyendo el mínimo a 19.8 km. El resto del cuarto día de vuelo se aprovechó para realizar observaciones y preparar la activación del LM, desanclar y alunizar el siguiente día.

### Superficie lunar

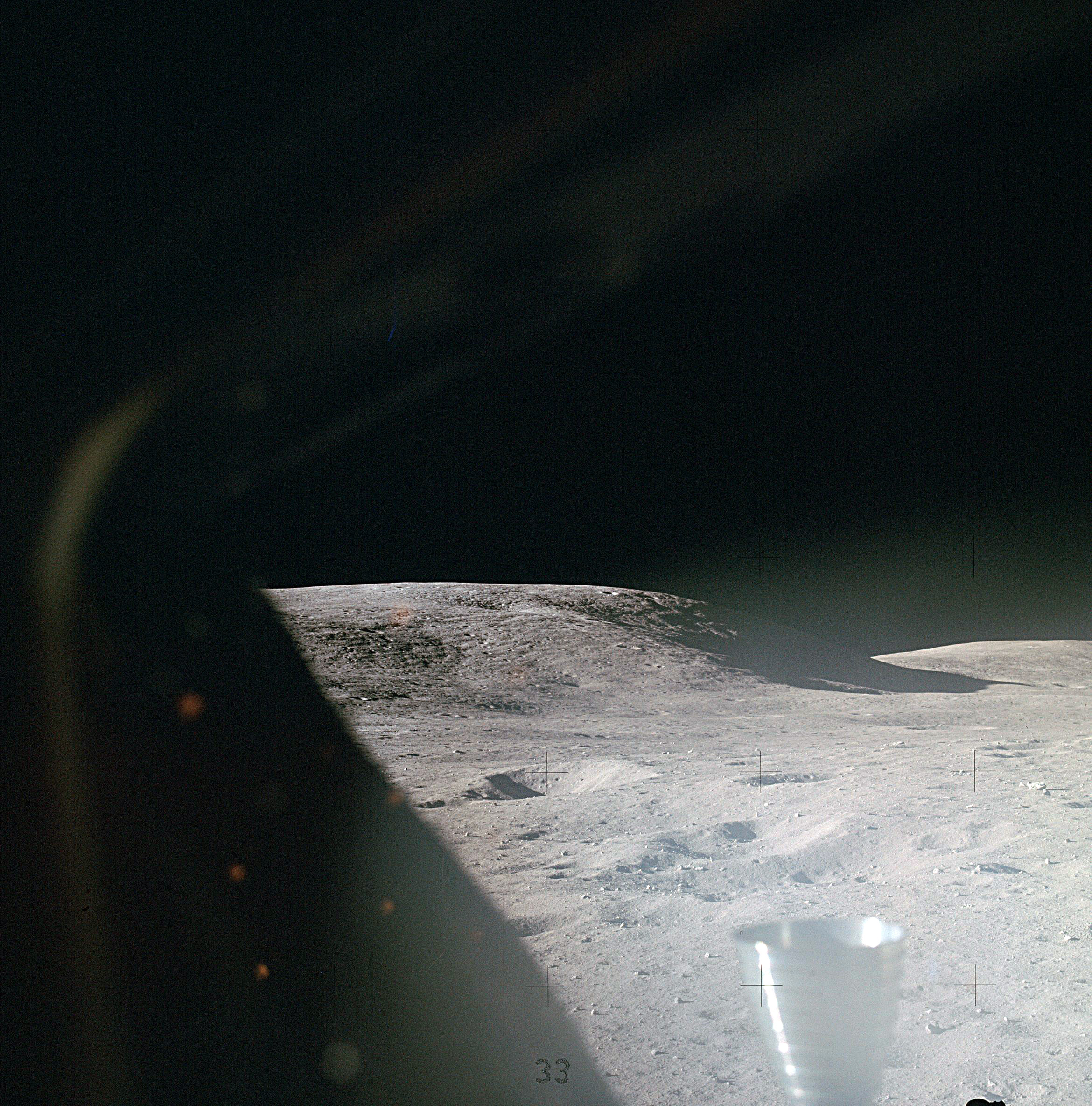
La superficie lunar desde una ventana del Módulo Lunar poco después de alunizar.

La tripulación continuó sus preparaciones para la activación del LM y la separación poco después de despertar para iniciar el sexto día de vuelo. El mecanismo que extendía el espectrómetro de masa de la bahía de instrumentos del CSM se quedó en posición semi-desplegada. Se decidió que Young y Duke visualmente revisarían el mecanismo después de separar el LM del CSM. Entraron al LM para activarlo y cerrar su conexión con los sistemas de la nave. A pesar de entrar al LM 40 minutos temprano, no completaron preparaciones sino hasta 10 minutos antes del tiempo designado gracias a varios atrasos en el proceso. Al terminar las preparaciones, se separó al Módulo Lunar Orion del Módulo de Mando y Servicio Casper 96 horas, 13 minutos y 13 segundos dentro de la misión. Mattingly se quedó dentro del CSM Casper. Durante el resto de los pases sobre el lado cercano de la Luna, Mattingly se preparó para ajustar al Casper a una órbita circular mientras que Young y Duke preparaban al Orion para el descenso a la superficie lunar. Fue entonces cuando hubo un error en los cohetes de respaldo del Casper mientras que se preparaba para la modificación a su órbita. Según las reglas de la misión, el Orion debió de haber regresado al Casper por si Control de Misión decidía abortar el alunizaje y utilizar los motores del LM para el viaje de regreso a la Tierra. Sin embargo, después de varias horas de análisis, el Control de Misión determinó que el error se podría corregir mientras que Young y Duke continuaban con el alunizaje. Como resultado de este problema, el descenso a la superficie lunar comenzó seis horas tarde, y Young y Duke comenzaron su descenso a la superficie a 20,1 km, una altitud mayor que la de cualquier misión anterior. A una altitud de 4 km, Young pudo ver el sitio de alunizaje completamente. El calentamiento del cohete de alunizaje del LM ocurrió a tiempo y la nave se orientó en posición de alunizaje a una altitud de 2,2 km . El LM alunizó 270 m al norte, y 60 m al oeste del sitio de alunizaje planeado a 104 horas, 29 minutos y 35 segundos del despegue, a las 2:24:35 UTC el 21 de abril.
Después de alunizar, Young y Duke comenzaron a apagar algunos de los sistemas del LM para conservar la batería. Al terminar los ajustes iniciales, configuraron al Orion para su estancia de tres días en la superficie lunar, se quitaron sus trajes espaciales e iniciaron sus observaciones geológicas del área de alunizaje inmediata. Después de esto se sentaron a tener su primera comida en la superficie. Después de comer configuraron la cabina para su primer periodo de dormir en la Luna. El retraso en el alunizaje causó que se tuvieran que hacer modificaciones significativas al plan de vuelo. Apolo 16 se quedaría en órbita lunar un día menos después de que se completara la exploración lunar para que la tripulación tuviera más tiempo en caso de una emergencia y para que pudieran ahorrar sus recursos. Para mejorar el horario de dormir de Young y Duke, la terca y última caminata lunar de la misión se recortó de 7 horas a 5.

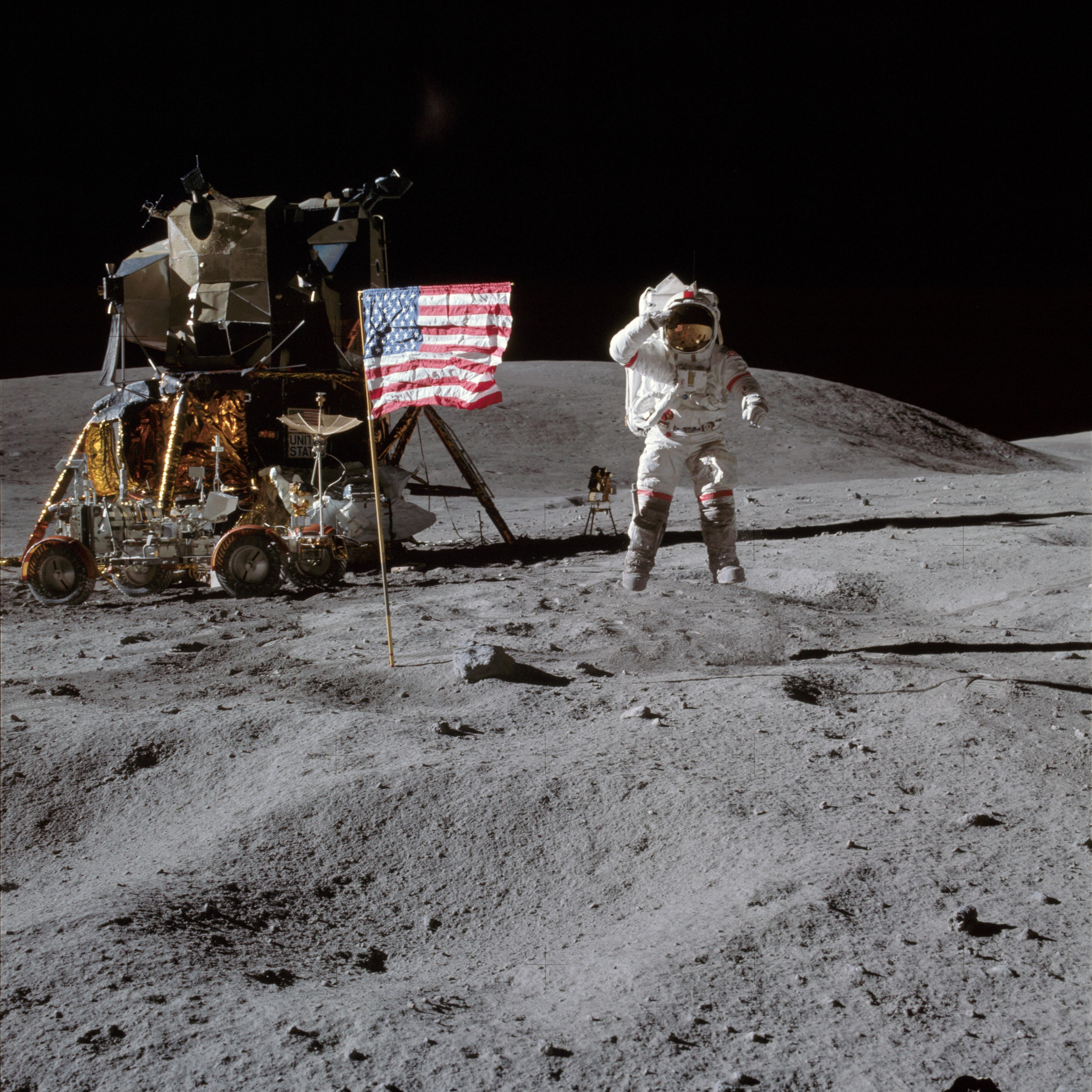
John Young - a medio salto - saluda a la Bandera Americana en la superficie lunar.

La siguiente mañana, en el quinto día de vuelo, Young y Duke tomaron su desayuno y comenzaron las preparaciones para su primera actividad extra-vehicular (EVA), una caminata lunar. Después de que ambos astronautas se habían puesto sus trajes espaciales y despresurizado la cabina del LM, Young salió al "patio" del LM: una pequeña plataforma arriba de la escalera. Duke le dio a Young una bolsa llena de basura para deshacerse de ella en la superficie. Young procedió a bajar la bolsa de transferencia de equipo (ETB), la cual contenía todo el equipo que se usaría durante el EVA, a la superficie. Young descendió la escalera y, al pisar la superficie lunar, se volvió el noveno humano en caminar en la Luna. Al pisar la superficie, Young expresó su sentimiento sobre estar ahí: "Ahí estás: Planicies de Tierra Alta del Descartes Misterioso y Desconocido. Apolo 16 cambiará tu imagen. Estoy feliz de que pudieron regresar al buen Hermano Conejo de vuelta al zarzal donde pertenece." Duke descendió la escalera y alcanzó a Young en la superficie, volviéndose el décimo humano en caminar en la Luna, y el más joven en la historia a los 36 años. Después de pisar la superficie, Duke expresó su felicidad, comentando: "Fantástico! Oh, ese primer pie en la superficie lunar es super, Tony!" La primera tarea de los astronautas durante su caminata lunar era descargar el Vehículo Explorador Lunar (LRV), el Espectrógrafo/Cámara de Ultravioleta Lejana (UVC), y otros equipos, del LM. Esto se hizo sin problemas. Al conducir el LRV por primera vez, Young descubrió que la dirección trasera no estaba funcionando. Alertó a Control de Misión antes de colocar una cámara de televisión y plantando una bandera de EUA con Duke. La siguiente orden del día era desplegar el Paquetes de experimentos Apolo en la superficie lunar (ALSEP); mientras estacionaban el LRV, en el cual la cámara de TV estaba montada, para observar el despliegue, la dirección trasera comenzó a funcionar de nuevo sin explicación. Mientras desplegaban un experimento de flujo-de-calor, un cable se rompió sin advertencia al atorarse en el pie de Young. Después de Desplegar el ALSEP, recolectaron muestras de la vecindad. Alrededor de 4 horas dentro del EVA-1, montaron el LRV y manejaron a la primera parada geológica, Cráter Plum, un cráter de 35m de diámetro al borde del Cráter Bandera, el cual mide alrededor de 240 metros de ancho. Ahí, a una distancia de 1,4 km del LM, muestrearon el material de la vecindad del Cráter Bandera, el cual los científicos pensaban que penetraba la capa de regolito superior hasta la Formación Cayley debajo de ella. Young recogió, bajo petición de Control de Misión, la piedra más grande obtenida por una misión Apolo, una Brecha apodada Big Muley en honor al investigador principal de geología de la misión William R. Muehlberger La siguiente parada del día era el Cráter Buster, a alrededor de 1.6 km del LM. Ahí, Duke tomó fotos de la Montaña de Piedra y Cráter South Ray mientras que Young desplegaba un experimento de campo magnético. En ese momento, los científicos comenzaron a reconsiderar su hipótesis pre-misión de que Descartes había sido un centro volcánico antiguo, ya que ninguno de los dos astronautas había encontrado material volcánico. Después de su parada en Buster, Young realizó un manejo demostrativo del LRV mientras que Duke lo grababa con una cámara de cine de 16 mm. Después de completar más experimentos en el ALSEP, regresaron al LM para terminar la caminata lunar. Reingresaron al LM 7 horas, 6 minutos y 56 segundos después del inicio del EVA. Una vez adentro, re-presurizaron la cabina, tuvieron una junta de media hora con los científicos de Control de Misión, y configuraron a la cabina para el periodo de dormir.

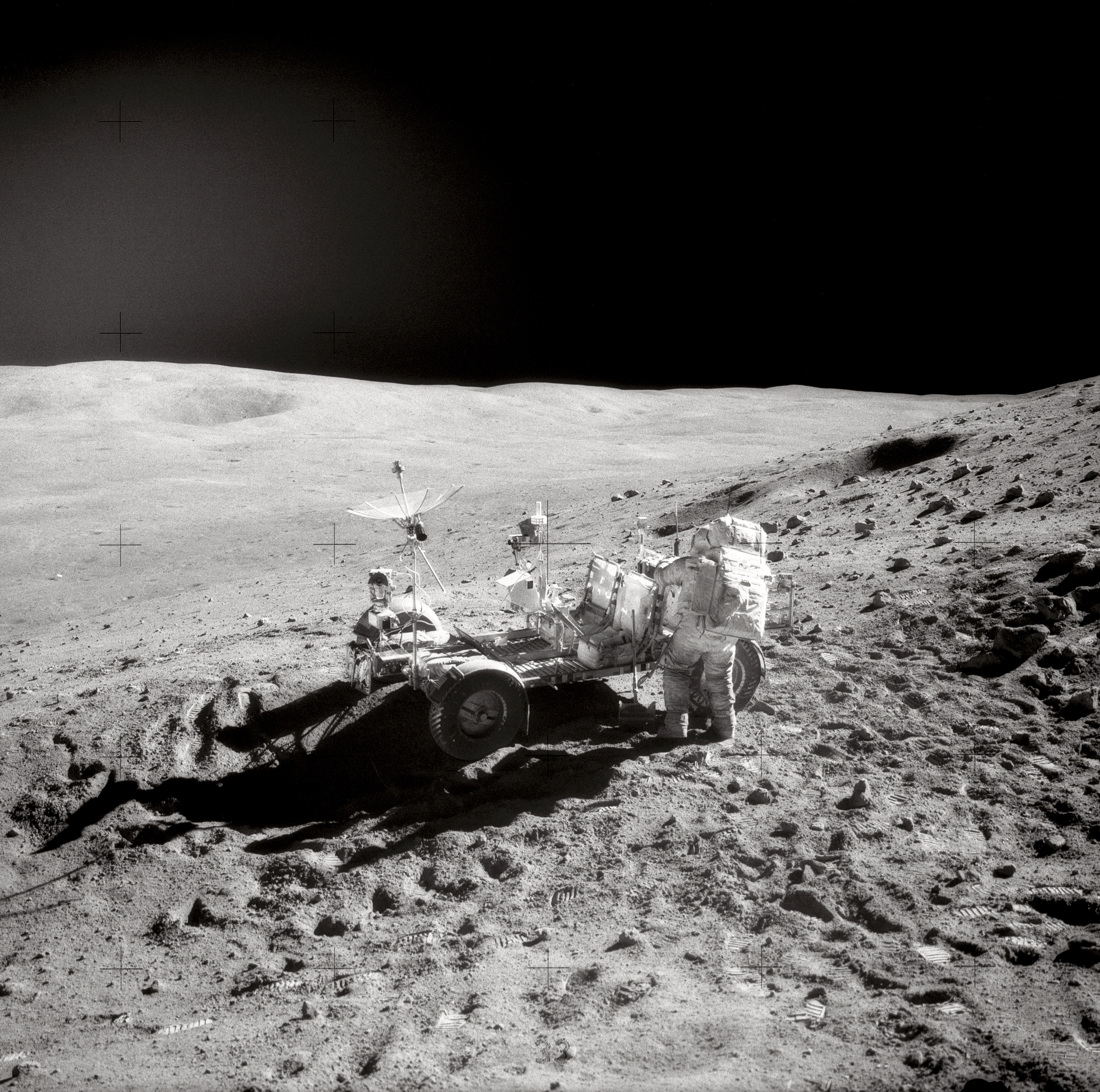
La vista desde el lado de la Montaña de Piedra

Poco después de despertar en la mañana del sexto día de vuelo 63.5 minutos temprano, discutieron con Control de Misión en Houston la línea de tiempo de los eventos del día. El objetivo principal de la segunda excursión lunar era visitar la Montaña de Piedra, escalar al pico de alrededor de 20° para llegar a un área con cinco cráteres conocidos como los Cinco Cráteres. Después de completar las preparaciones para la caminata lunar del día, los astronautas salieron del LM. Después de salir del área de alunizaje inmediato en el LRV, llegaron al primer destino del día, los Cinco Cráteres, a 3.8 km del LM. Ubicados a 152 metros encima del suelo del valle,, los astronautas estaban en la elevación por encima de su LM más alta de cualquier misión Apolo. Después de ponderar la vista desde el lado de la Montaña de Piedra, la cual Duke describió como "espectacular", los astronautas reunieron muestras de la vecindad. Después de permanecer en la montaña por 54 minutos, descendieron al LRV para ir camino a la segunda parada del día, la quinta estación, un cráter de 20 metros de ancho. Ahí esperaban encontrar material de Descartes que no había sido contaminado por material expulsado cuando se creó el Cráter South Ray, un cráter grande al sur del área de alunizaje. Las muestras que recolectaron, a pesar de ser de un origen desconocido, son, según el geólogo Son Wilhelms, "Una buena apuesta a ser Descartes" La siguiente parada, la sexta estación, era un cráter de 10 metros, donde los astronautas podrían obtener muestras de la Formación Cayley como evidencia del piso más sólido que encontraron ahí. Brincándose la séptima estación para ahorrar tiempo, ellos llegaron a la octava estación en el flanco inferior de la Montaña de Piedra, donde muestrearon el material del Cráter South Ray por alrededor de una hora. Ahí también recolectaron brechas blancas y negras, y piedras cristalinas pequeñas ricas en plegioclases. En la novena estación, en un área conocida como el "Espacio Vacío", en el cual se creía que existía material expulsado de South Ray, duraron 40 minutos recolectando muestras. 25 minutos después de salir de la novena estación, llegaron a la última parada del día, a medio camino del sitio de ALSEP y el LM. Ahí cavaron un centro doble y realizaron varias pruebas con un penetrómetro a lo largo de una línea de 50 metros al este del ALSEP. Bajo petición de Young y Duke, la caminata espacial fue extendida por 10 minutos. Después de regresar al LM para finalizar la segunda excursión lunar, regresaron a la cabina del vehículo de alunizaje, sellando y presurizando el interior 7 horas, 23 minutos y 26 segundos después de iniciado el EVA, rompiendo el récord puesto por Apolo 15. Después de comer y tener la junta sobre las actividades del día con el Control de Misión, reconfiguraron la cabina del LM y se prepararon para su periodo de dormir.

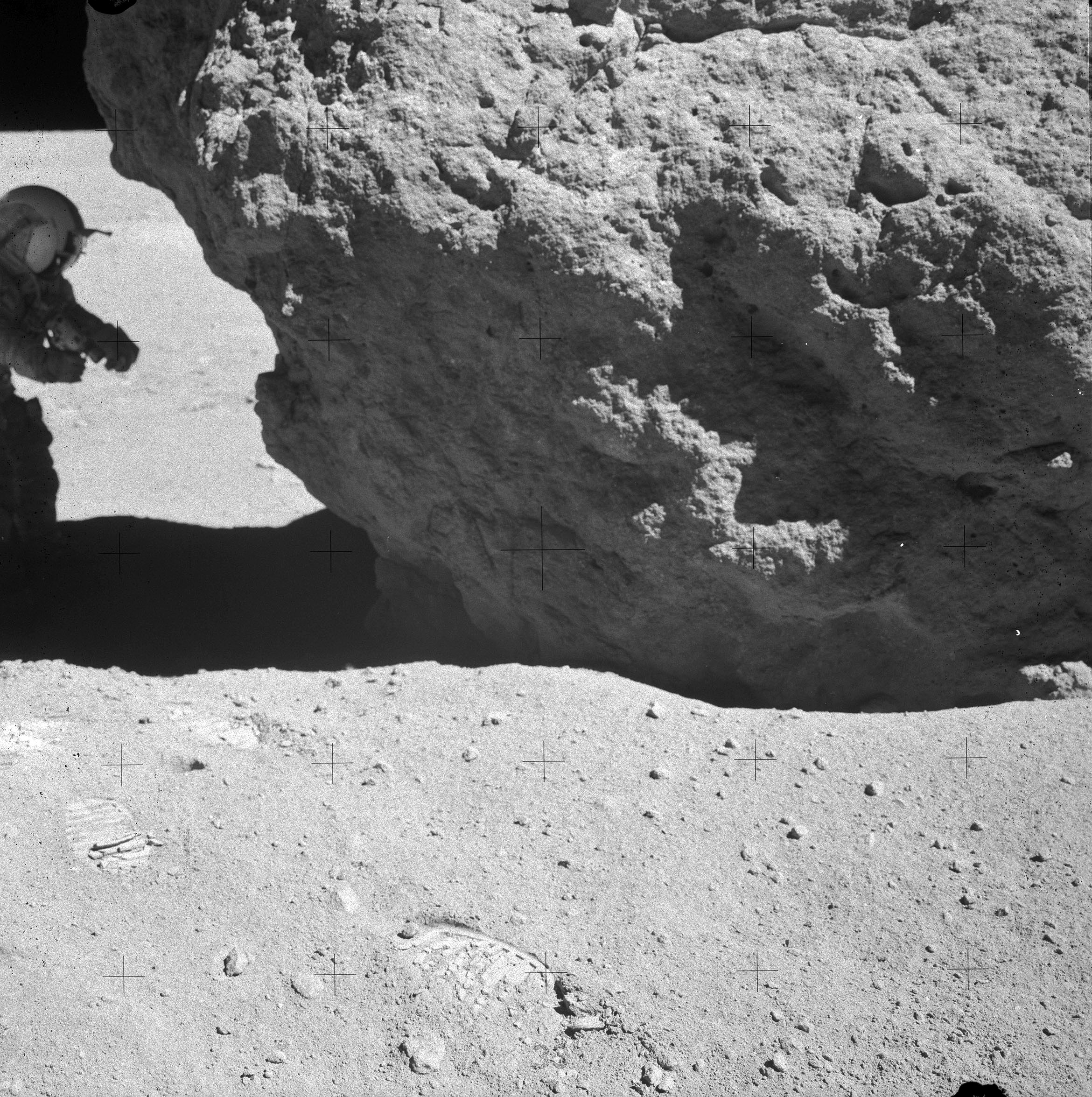
Charles Duke se para en la sombra de la Piedra de Sombra

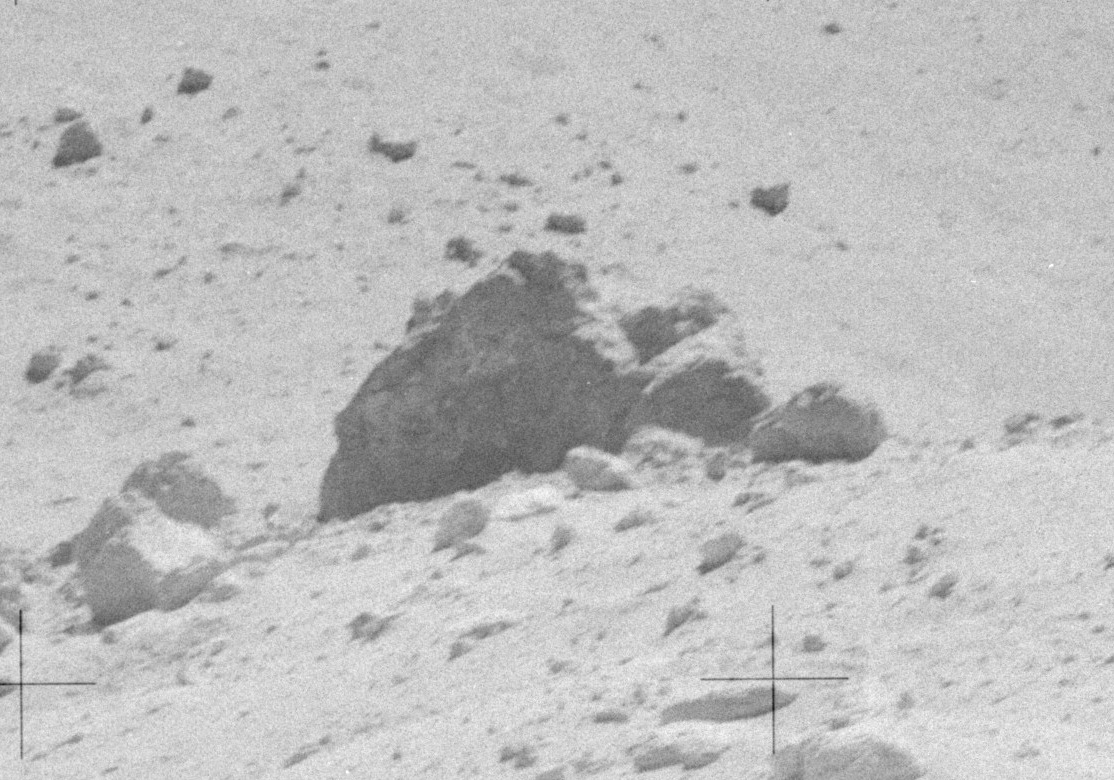
Roca Casa

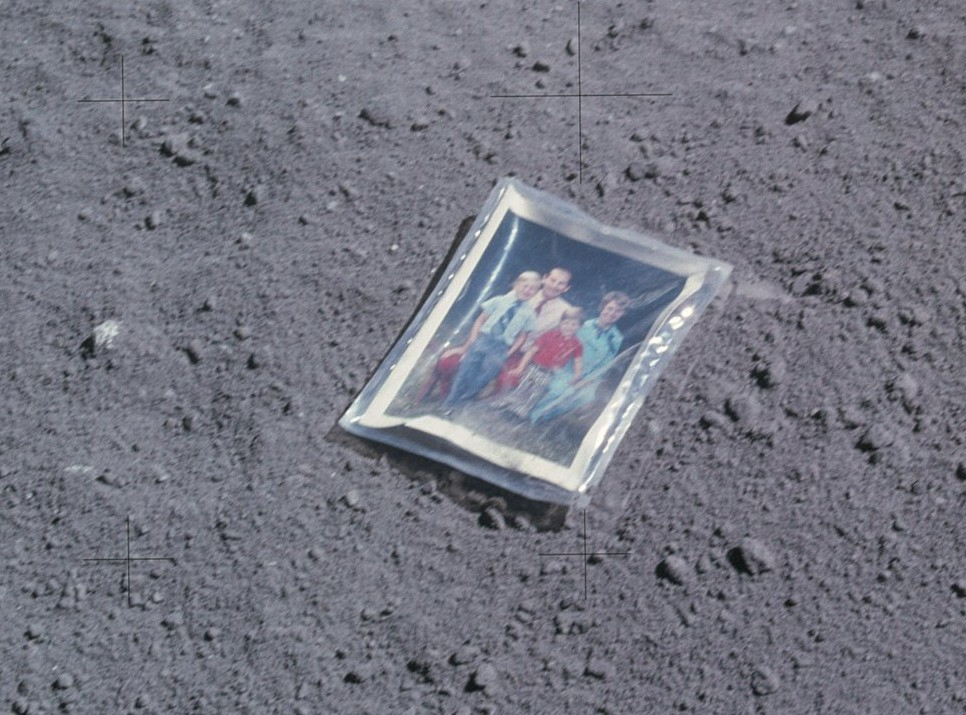
Charles Duke dejó una foto de su familia en la Luna. El cráter Cat en la estación 14 se nombró en honor a sus hijos Charles y Tom (Charles And Tom, en inglés). El cráter Dot en estación 16 se nombró en honor a su esposa.

El séptimo día de vuelo era su tercer y último día en la superficie lunar, regresando a órbita para reunirse con Mattingly el CSM después de la caminata lunar del día. durante la tercera y última excursión, fueron a explorar el Cráter North Ray, el más grande de los cráteres visitado en expediciones Apolo. Después de salir del LM Orion, los astronautas manejaron el LRV 0.8 km antes de ajustar su trayectoria para viajar 1.4 km hacia el Cráter North Ray. El manejo fue más suave que aquel del día anterior, ya que los cráteres eran menos profundos y las rocas grandes eran menos abundante al norte del área de alunizaje inmediata. Gradualmente aumentaba la cantidad de piedras grandes al acercarse a North Ray en el LRV. Al llevar al borde del cráter, estaban a 4,4 km del LM. Después de llegar, los astronautas tomaron fotografías del cráter de 1 km de ancho por 230 m de profundidad. Visitaron una roca más grande que un edificio de cuatro pisos, la cual llegó a conocerse como la Roca Casa. Las muestras obtenidas de esta piedra descartaron cualquier posibilidad de que la hipótesis pre-misión de actividad volcánica fuera real. La Roca Casa tenía muchas marcas parecidas a aquellas que dejaría una bala donde micrometeoritos habían impactado a la piedra. Alrededor de 1 hora con 22 minutos después de llegar, se retiraron en camino a la estación 13, un campo de rocas grandes a alrededor de 500m de North Ray. En el camino rompieron el récord de velocidad lunar, viajando a un estimado 17.1 km/h colina abajo. Llegaron a una roca de 3 metros de altura, la cual llamaron "Roca Sombra". Aquí muestrearon tierra permanentemente bajo sombra. Durante este tiempo, Mattingly estaba preparando el CSM en anticipación al regreso de Young y Duke seis horas después. Tres horas y seis minutos después, Young y Duke regresaron al LM, donde completaron varios experimentos y descargaron el LRV. Una corta distancia del LM, Duke había colocado una fotografía de su familia y una medalla conmemorativa de la Fuerza Aérea Americana en la superficie de la Luna. Young manejó el LRV a un punto unos 90 metros al este del LM, conocido como el "sitio VIP", para que su cámara de televisión, controlada remotamente por Control de Misión, podría observar el despegue de la luna de Apolo 16. Después de esto re-ingresaron al LM, concluyendo su última excursión Lunar 5 horas con 40 minutos después de haberla iniciado. Se represurizó la cabina y la tripulación comenzó a prepararse para el regreso a la órbita Lunar.

### Regreso a la Tierra

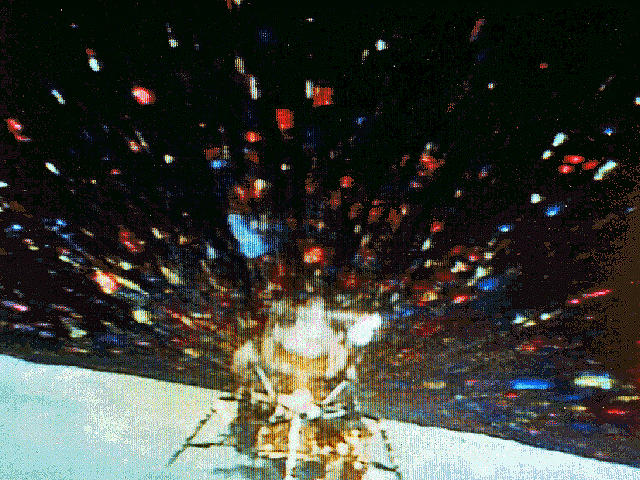
Despegue de la etapa de ascenso del Módulo Lunar de Apolo 16 desde la superficie lunar.

Ocho minutos antes de dejar la superficie lunar, el CAPCOM James Irwin notificó a Young y a Duke que habían aprobado el despegue. Dos minutos antes del lanzamiento, activaron el interruptor de la "Alarma Maestra" y luego el botón de la "Etapa de Aborto", luego esperaron a que el cohete de la etapa de ascenso de Orion se encendiera. Cuando esto sucedió, pequeñas cargas explosivas desconectaban a la etapa de ascenso de la etapa de descenso, y cables conectando ambas etapas se rompían por un mecanismo similar a una guillotina. Seis minutos después del despegue, a una velocidad de 5,000 km/h, Young y Duke llegaron a órbita Lunar. El encuentro y reintegración del Young y Duke con Mattingly fue exitoso. Para minimizar la transferencia de polvo lunar de la cabina del LM al CSM, Young y Duke limpiaron la cabina antes de abrir la puerta separando las dos naves. Después de abrir dicha puerta y reunirse con Mattingly, la tripulación transfirió las muestras recolectadas al CSM para el regreso a la Tierra. Una vez completa la transferencia, la tripulación dormiría y se expulsaría el LM hacia la superficie de la Luna donde se estrellaría a propósito.
El siguiente día, después de hacer las revisiones finales, la etapa de ascenso vacía del LM fue expulsada. Debido a que se les olvidó activar un interruptor antes de expulsar el LM, inicialmente se agitó después de la separación y no realizó el quemado necesario para que regresara a la superficie Lunar. La etapa de ascenso al final se estrelló contra la superficie lunar casi un año después de la misión. La siguiente misión de la tripulación, después de expulsar el LM, era liberar un satélite en órbita Lunar desde la Bahía de Instrumentación Científica del CSM. El quemado para modificar la órbita del CSM a aquella deseada para el satélite había sido cancelado; como resultado, el satélite sólo duro la mitad del tiempo anticipado. Poco más de cinco horas después, en la 65° órbita del CSM alrededor del de la Luna, el cohete principal del Sistema de Propulsión de Servicio (SPS) fue re-encendido para empujar a la nave en una trayectoria que la regresaría a la Tierra. El cohete del SPS realizó el quemado perfectamente a pesar de la falla que había demorado el alunizaje varios días antes.

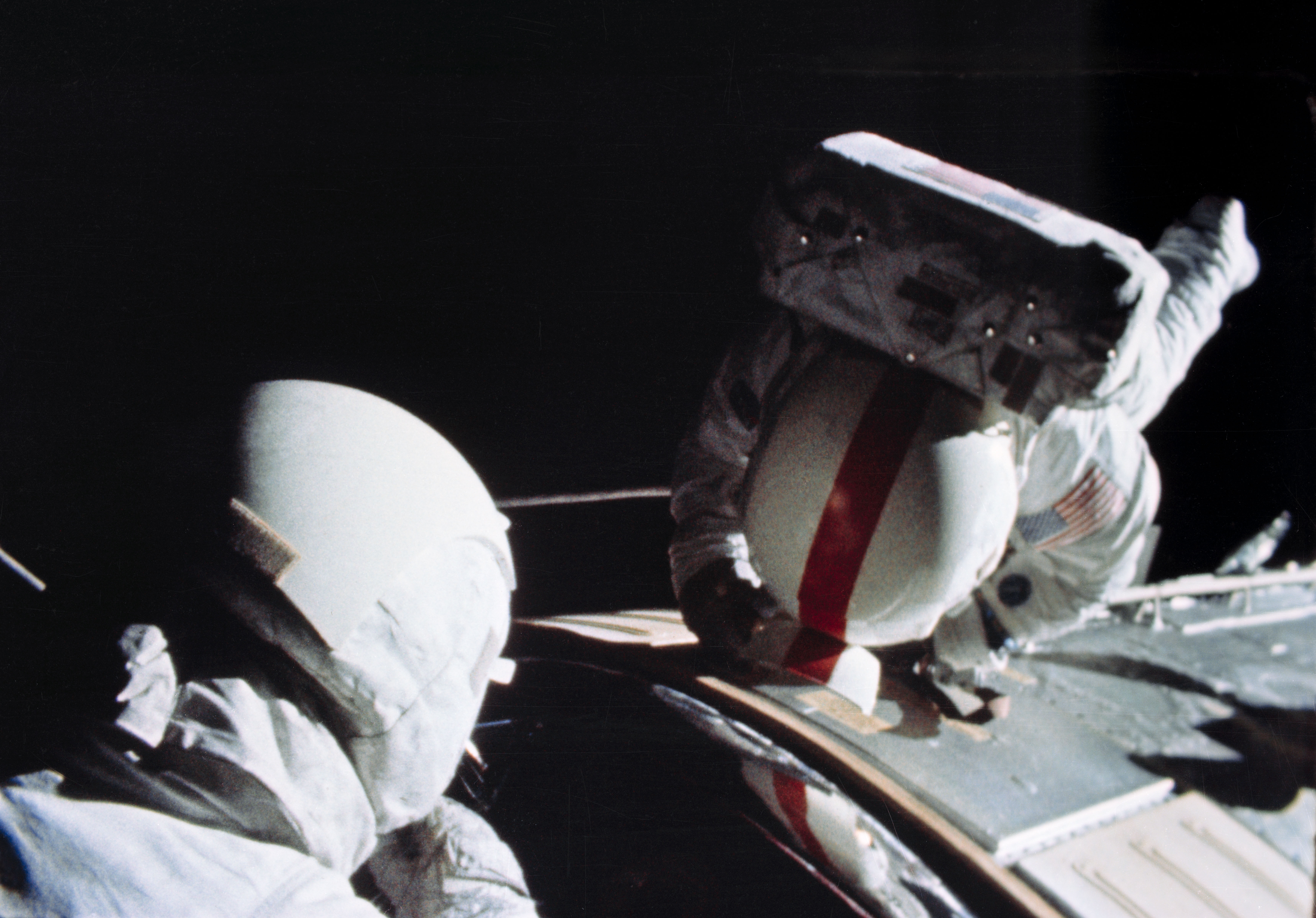
Ken Mattingly realiza su EVA de espacio profundo, recuperando video-casetes del exterior del CSM.

A una distancia de aproximadamente 315,000 km de la Tierra, Mattingly realizó un EVA de "Espacio Profundo". Durante esta caminata espacial retiró varios casetes de video de la bahía SIM del CSM. Una vez afuera de la nave espacial, Mattingly preparó un experimento biológico, el Dispositivo de Evaluación de Ecología de Microbios (MEED). El experimento MEED únicamente se realizó en Apolo 16. La tripulación realizó varias actividades de mantenimiento a bordo de la nave y tomaron una comida antes de concluir el día.
El penúltimo día del vuelo se invirtió casi completamente en realizar experimentos a excepción de una conferencia de noticias de 20 minutos durante la segunda mitad del día. En esta conferencia, los astronautas contestaron preguntas sobre varios aspectos tanto técnicos como no técnicos de la misión preparada y listada por prioridad en el Centro de Naves Espaciales Tripuladas en Houston por reporteros cubriendo el vuelo. Además de las tareas de aseo, los astronautas prepararon a la nave para su reentrada atmosférica el siguiente día. Al final del última día en el espacio de la tripulación, la nave estaba a alrededor de 143 km de la tierra y acercándose a una velocidad de 2,133.6 m/s.
Cuando la tripulación recibió su llamada de despertar para su última día en el espacio por CAPCOM Tony England, estaban a alrededor de 83,000 km de la Tierra, viajando a un poco más de 2,700 m/s. Poco más de tres horas antes del acuatizaje la tripulación realizó su último quemado de corrección de trayectoria, cambiando su velocidad por 0.43 m/s. Aproximadamente diez minutos antes de la reentrada a la atmósfera terrestre, el Módulo de Mando (CM) de forma cónica conteniendo a los tres astronautas se separó del Módulo de Servicio (SM), el cual se quemaría durante la reentrada a 256 horas con 37 minutos del inicio de la misión y con una velocidad de casi 11,000 m/s
Apolo 16 comenzó su reentrada atmosférica. La temperatura máxima alcanzada por el escudo de calor estaba entre 2,200 y 2,480 °C. Después de la apertura exitosa del paracaídas y poco menos de 14 minutos después del inicio de la reentrada, el CM acuatizó en el Océano Pacífico, 350 km al sureste de la isla Kiritimati (la "Isla Christmas"), 290 horas, 37 minutos y 6 segundos después del despegue. La nave espacial y su tripulación fue recuperada por el USS TIconderoga. Los astronautas estaban sanos y salvos a bordo del Ticonderoga 37 minutos después del acuatizaje.

## Satélite artificial PFS-2

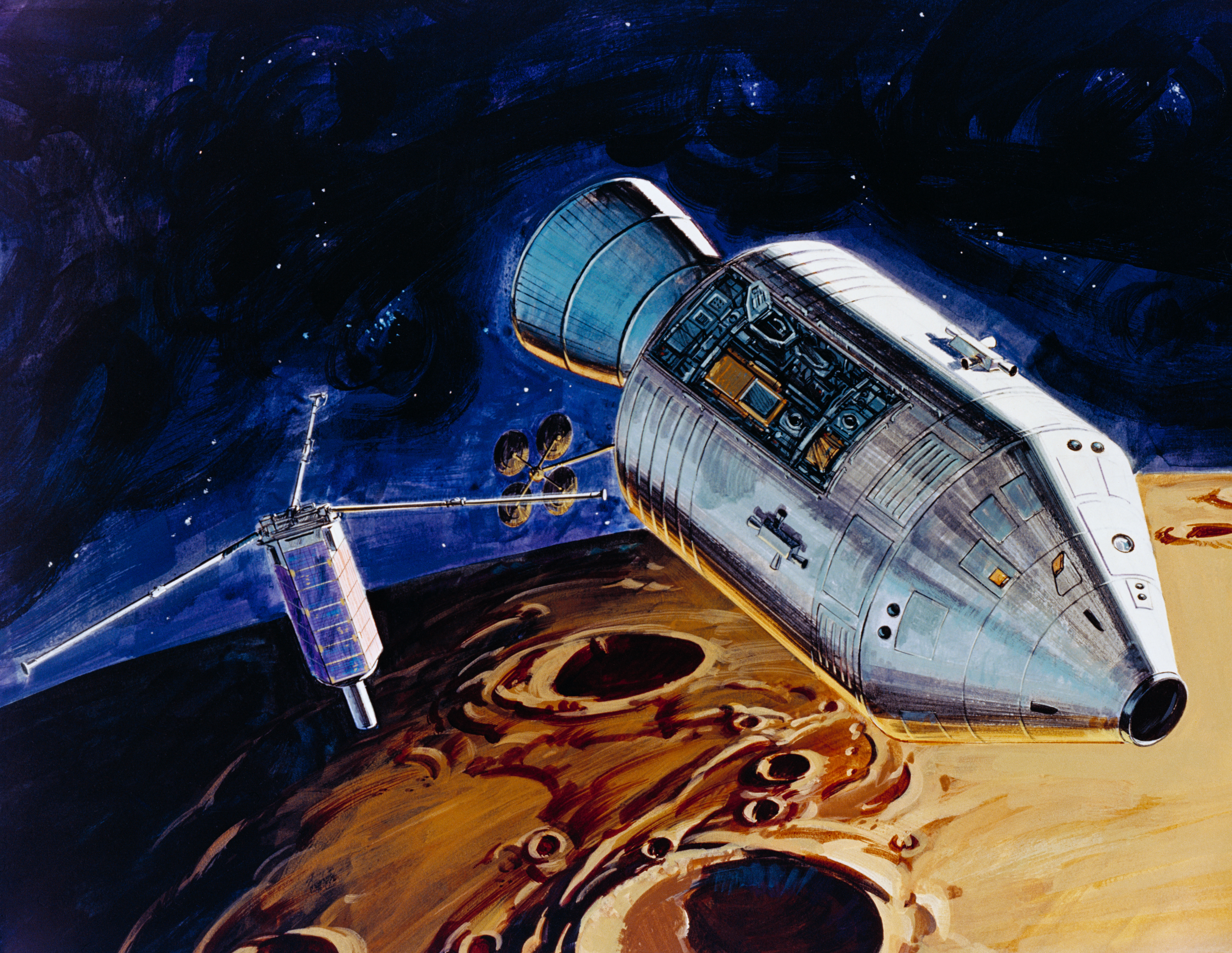
Concepto de artista de la colocación del satélite

El satélite artificial (PFS-2) de Apolo 16 era un satélite pequeño colocado en una órbita lunar desde el Módulo de Servicio. Su objetivo principal era medir partículas cargadas y campos magnéticos alrededor de la Luna mientras que esta orbitaba a la Tierra, similar a su nave hermana, PFS-1, colocada ocho meses antes por Apolo 15. "Las órbitas baja de ambos satélites debieron haber sido elipses similares."
No obstante, algo bizarro sucedió. La órbita de PFS-2 cambió de forma y distancia de la Luna rápidamente. En 2-1/2 semanas el satélite estaba pasando a unas 6 millas de la superficie lunar en su aproximación más cercana. Mientras que su órbita cambiaba, PFS-2 se alejaba y acercaba hasta que finalmente se estrelló contra la superficie Lunar el 21 de mayo de 1971 -únicamente 35 días y 425 órbitas desde su colocación.

## Ubicaciones de las naves espaciales
El portaviones USS Ticonderoga entregó el Módulo de Mando a la Base Aeronaval de North Island, cerca de San Diego, California, el viernes 5 de mayo de 1972. El lunes 8 de mayo de 1971, explotó equipo de servicio terrestre que se estaba usando para limpiar combustible tóxico residual del sistema de control de reacción dentro de un hangar de la base aeronaval. 46 personas terminaron en el hospital por 24 a 48 horas bajo observación, aunque la mayoría sufrió de inhalación de humos tóxicos. La persona más gravemente herida fue un técnico cuya rótula se fracturó. Se hizo un hoyo al techo del hangar, 250 pies arriba del piso; 40 ventanas se tronaron. El Módulo de Mando sufrió un tajo de tres pulgadas en un panel.
El Módulo de Mando Casper está en exhibición en el Centro Espacial y de Cohetes de EUA en Huntsville, Alabama. La etapa de ascenso del Módulo Lunar se separó el 24 de abril de 1971 pero una pérdida de control de actitud causó que se perdiera el control del módulo. Orbitó a la Luna por un año antes de impactar con la Luna. Su sitio de caída aún es desconocido.